# Copa do Mundo de Rugby Union de 1987
A Copa do Mundo de Rugby Union de 1987 realizada na Austrália e na Nova Zelândia foi a primeira edição do torneio. Sete das dezesseis vagas foram automaticamente preenchidas pelos membros da International Rugby Football Board - Nova Zelândia, Austrália, Inglaterra, Escócia, Irlanda, País de Gales e França - com a África do Sul proibida de competir por causa do boicote esportivo internacional devido ao apartheid. Não houve eliminatórias para as nove vagas remanescentes então convites foram enviados para Argentina, Fiji, itália, Canadá, Romênia, Tonga, Japão, Zimbábue e Estados Unidos. 
O que se presenciou ao passar do torneio foram partidas bastante desequilibradas quando se defrontavam equipes da IRFB contra outros times. Metade das 24 partidas dentro das quatro chaves viu um time marcar 40 ou mais pontos. Portanto não foi surpresa que cinco das sete partidas de maior escore da história das Copas do Mundo de Rugby Union aconteceram durante esse torneio. A Nova Zelândia venceu a final contra a França no Eden Park em Auckland por 29 pontos a 9. A equipe neozelandesa foi capitaneada por David Kirk, substituindo um machucado Andy Dalton, e incluía grandes jogadores como: Sean Fitzpatrick, John Kirwan, Grant Fox e Michael Jones.

## Formato
As 16 nações competidoras foram dividias em quatro chaves de quatro nações, jogando em turno único. Cada vitória valia 2 pontos, empate valia 1 e nenhum ponto por derrota. As duas melhores equipes de cada chave iam às quartas-de-final. Os vice-campeões de cada chave enfrentavam os vencedores de uma chave diferente. Os vencedores das quartas avançavam às semi-finais, com os vencedores destas indo à final e os perdedores disputando o terceiro lugar.

## Países participantes

### Por continente
| África     | Américas                              | Ásia    | Europa                                                                       | Oceania                                    |
| ---------- | ------------------------------------- | ------- | ---------------------------------------------------------------------------- | ------------------------------------------ |
| - Zimbábue | - Argentina - Canadá - Estados Unidos | - Japão | - Escócia - França - Inglaterra - Irlanda - Itália - País de Gales - Romênia | - Austrália - Fiji - Nova Zelândia - Tonga |

### Por grupo
| Grupo 1                                           | Grupo 2                                    | Grupo 3                                     | Grupo 4                                 |
| ------------------------------------------------- | ------------------------------------------ | ------------------------------------------- | --------------------------------------- |
| - Austrália - Inglaterra - Estados Unidos - Japão | - País de Gales - Irlanda - Canadá - Tonga | - Nova Zelândia - Fiji - Itália - Argentina | - França - Escócia - Romênia - Zimbábue |

## Fase de grupos

### Grupo 1
| 23 de maio                                           |              |                           |                                                              |
| Austrália                                            | 19 – 6 (6-0) | Inglaterra                | Concord Oval, Sydney Público: 17 896 Árbitro: Keith Lawrence |
| Tries: Campese, Poidevin Con: Lynagh Pen: Lynagh (3) |              | Tries: Harrison Con: Webb | Concord Oval, Sydney Público: 17 896 Árbitro: Keith Lawrence |

| 24 de maio                                                |                 |                                                                 |                                                                                  |
| Japão                                                     | 18 – 21 (11-15) | Estados Unidos                                                  | Ballymore, Brisbane Público: 4 000 Árbitro: Guy Maurette Groundsman = Mike Hayes |
| Tries: Taumoefolau (2), Yoshinaga Pen: Yoshinaga, Kutsuki |                 | Tries: Nelson, Purcell, Lambert Con: [Nelson] (3) Pen: [Nelson] | Ballymore, Brisbane Público: 4 000 Árbitro: Guy Maurette Groundsman = Mike Hayes |

| 30 de maio                                                                                            |               |                             |                                                            |
| Inglaterra                                                                                            | 60 – 7 (16-3) | Japão                       | Concord Oval, Sydney Público: 4 893 Árbitro: Rene Hourquet |
| Tries: Harrison (3), Underwood (2), Salmon, Richards, Redman, Rees, Simms Con: Webb (7) Pen: Webb (2) |               | Tries: Miyamoto Pen: Matsuo | Concord Oval, Sydney Público: 4 893 Árbitro: Rene Hourquet |

| 31 de maio                                                                                        |                |                                                    |                                                                                     |
| Austrália                                                                                         | 47 – 12 (21-3) | Estados Unidos                                     | Ballymore, Brisbane Público: 10 855 Árbitro: Brian Anderson Groundsman = Mike Hayes |
| Tries: Leeds (2), Penalty Try, Campese, Smith, Slack, Papworth, Codey Con: Lynagh (6) Pen: Lynagh |                | Tries: Nelson Con: Nelson Pen: Nelson Drop: Horton | Ballymore, Brisbane Público: 10 855 Árbitro: Brian Anderson Groundsman = Mike Hayes |

| 3 de junho                                                                    |                 |                                                                     |                                                           |
| Austrália                                                                     | 42 – 23 (16-13) | Japão                                                               | Concord Oval, Sydney Público: 8 785 Árbitro: Jim Flemming |
| Tries: Slack (2), Burke (2), Tuynman, Grigg, Hartill, Campese Con: Lynagh (5) |                 | Tries: Kutsuki (2), Fujita Con: Okidoi Pen: Okidoi (2) Drop: Okidoi | Concord Oval, Sydney Público: 8 785 Árbitro: Jim Flemming |

| 3 de junho                                                            |               |                            |                                                               |
| Inglaterra                                                            | 34 – 6 (12-0) | Estados Unidos             | Concord Oval, Sydney Público: 8 785 Árbitro: Kerry Fitzgerald |
| Tries: Winterbottom (2), Harrison, Dooley Con: Webb (3) Pen: Webb (4) |               | Tries: Purcell Con: Nelson | Concord Oval, Sydney Público: 8 785 Árbitro: Kerry Fitzgerald |

| Seleção    | Vitórias | Empates | Derrotas | Pontos a favor | Pontos contra | Pontos |
| ---------- | -------- | ------- | -------- | -------------- | ------------- | ------ |
| Austrália  | 3        | 0       | 0        | 108            | 41            | 6      |
| Inglaterra | 2        | 0       | 1        | 100            | 32            | 4      |
| align=left | 39       | 99      | 2        |                |               |        |
| Japão      | 0        | 0       | 3        | 48             | 123           | 0      |

### Grupo 2
| 24 de maio                                                                                           |               |             |                                                           |
| Canadá                                                                                               | 37 – 4 (16-0) | Tonga       | McLean Park, Napier Público: 7 000 Árbitro: Clive Norling |
| Tries: Palmer (2), Vaesen (2), Stuart, Frame, Penalty Try Con: Wyatt (2), Gareth Rees\Rees Pen: Rees |               | Tries: Valu | McLean Park, Napier Público: 7 000 Árbitro: Clive Norling |

| 25 de maio       |              |                                            |                                                                     |
| Irlanda          | 6 – 13 (6-0) | País de Gales                              | Athletic Park, Wellington Público: 15 000 Árbitro: Kerry Fitzgerald |
| Pen: Kiernan (2) |              | Tries: Ring Pen: Thorburn Drop: Davies (2) | Athletic Park, Wellington Público: 15 000 Árbitro: Kerry Fitzgerald |

| 29 de maio                                             |                |                                                                           |                                                                          |
| Tonga                                                  | 16 – 29 (7-17) | País de Gales                                                             | Showgrounds Oval, Palmerston North Público: 19 000 Árbitro: David Bishop |
| Tries: Fielea, Fifita Con: Liava'a Pen: Liava'a, Amone |                | Tries: Webbe (3), Hadley Con: Thorburn (2) Pen: Thorburn (2) Drop: Davies | Showgrounds Oval, Palmerston North Público: 19 000 Árbitro: David Bishop |

| 30 de maio                                      |                 | |                                                         |
| Canadá                                          | 19 – 46 (12-16) | Irlanda | Carisbrook, Dunedin Público: 9 000 Árbitro: Fred Howard |
| Tries: Cardinal Pen: Rees (3), Wyatt Drop: Rees |                 | Tries: Crossan (2), Bradley, Spillane, Ringland, MacNeill Con: Kiernan (5) Pen: Kiernan (2) Drop: Ward, Kiernan | Carisbrook, Dunedin Público: 9 000 Árbitro: Fred Howard |

| 3 de junho                                                  |               |                |                                                          |
| Irlanda                                                     | 32 – 9 (13-3) | Tonga          | Ballymore, Brisbane Público: 4 000 Árbitro: Guy Maurette |
| Tries: Mullin (3), MacNeill (2) Con: Ward (3) Pen: Ward (2) |               | Pen: Amone (3) | Ballymore, Brisbane Público: 4 000 Árbitro: Guy Maurette |

| 3 de junho    |              |                                                                       |                                                                |
| Canadá        | 9 – 40 (6-9) | País de Gales                                                         | Rugby Park, Invercargill Público: 14 000 Árbitro: David Bishop |
| Pen: Rees (3) |              | Tries: Evans (4), Devereux, Bowen, Hadley, Phillips Con: Thorburn (4) | Rugby Park, Invercargill Público: 14 000 Árbitro: David Bishop |

| Seleção       | Vitórias | Empates | Derrotas | Pontos a favor | Pontos contra | Pontos |
| ------------- | -------- | ------- | -------- | -------------- | ------------- | ------ |
| País de Gales | 3        | 0       | 0        | 82             | 31            | 6      |
| Irlanda       | 2        | 0       | 1        | 84             | 41            | 4      |
| Canadá        | 1        | 0       | 2        | 65             | 90            | 2      |
| Tonga         | 0        | 0       | 3        | 29             | 98            | 0      |

### Grupo 3
| 22 de maio |               |                            |                                                          |
| Nova Zelândia | 70 – 6 (12-3) | Itália                     | Eden Park, Auckland Público: 20,000 Árbitro: Bob Fordham |
| Tries: Kirwan (2), Kirk (2), Green (2), Penalty Try, Jones, Taylor, McDowell, Stanley, Whetton Con: Fox (8) Pen: Fox (2) |               | Pen: Collodo Drop: Collodo | Eden Park, Auckland Público: 20,000 Árbitro: Bob Fordham |

| 24 de maio                               |               |                                                                                             |                                                                |
| Argentina                                | 9 – 28 (0-13) | Fiji                                                                                        | Waikato Stadium, Hamilton Público: 13 000 Árbitro: Jim Fleming |
| Tries: Penalty Try Con: Porta Pen: Porta |               | Tries: Gale, Naivilawasa, Nalaga, Savai Con: Koroduadua (2), Rokowailoa Pen: Koroduadua (2) | Waikato Stadium, Hamilton Público: 13 000 Árbitro: Jim Fleming |

| 27 de maio                                                                                     |                |                                 |                                                                   |
| Nova Zelândia                                                                                  | 74 – 13 (40-3) | Fiji                            | Lancaster Park, Christchurch Público: 25,000 Árbitro: Derek Bevan |
| Tries: Gallagher (4), Green (4), Kirk, Kirwan, Penalty Try, Whetton Con: Fox (10) Pen: Fox (2) |                | Tries: Cama Pen: Koroduadua (3) | Lancaster Park, Christchurch Público: 25,000 Árbitro: Derek Bevan |

| 28 de maio                                   |                |                                                          |                                                                       |
| Argentina                                    | 25 – 16 (10-3) | Itália                                                   | Lancaster Park, Christchurch Público: 2 000 Árbitro: Roger Quittenton |
| Tries: Lanza, Gómez Con: Porta Pen:Porta (5) |                | Tries: Innocenti, Cuttitta Con: Collodo Pen: Collodo (2) | Lancaster Park, Christchurch Público: 2 000 Árbitro: Roger Quittenton |

| 31 de maio                                                        |                |                                                                     |                                                             |
| Fiji                                                              | 15 – 18 (3-10) | Itália                                                              | Carisbrook, Dunedin Público: 13 000 Árbitro: Keith Lawrence |
| Tries: Naivilawasa Con: Koroduadua Pen: Koroduadua (2) Drop: Quro |                | Tries: Cuttitta, Cucchiella, Mascioletti Pen: Collodo Drop: Collodo | Carisbrook, Dunedin Público: 13 000 Árbitro: Keith Lawrence |

| 1 de junho                                                                     |                |                                        |                                                                     |
| Nova Zelândia                                                                  | 46 – 15 (17-9) | Argentina                              | Athletic Park, Wellington Público: 30 000 Árbitro: Roger Quittenton |
| Tries: Kirk, Brooke, Stanley, Earl, Crowley, Whetton Con: Fox (2) Pen: Fox (6) |                | Tries: Lanza Con: Porta Pen: Porta (3) | Athletic Park, Wellington Público: 30 000 Árbitro: Roger Quittenton |

| Seleção       | Vitórias | Empates | Derrotas | Pontos a favor | Pontos contra | Pontos |
| ------------- | -------- | ------- | -------- | -------------- | ------------- | ------ |
| Nova Zelândia | 3        | 0       | 0        | 190            | 34            | 6      |
| Fiji          | 1        | 0       | 2        | 56             | 101           | 2      |
| Itália        | 1        | 0       | 2        | 40             | 110           | 2      |
| Argentina     | 1        | 0       | 2        | 49             | 90            | 2      |

 Fiji classificado por o maior número de tries marcados ( Fiji 6,   Itália 5,  Argentina 4)

### Grupo 4
| 23 de maio                                           |                |                                                          |                                                              |
| Romênia                                              | 21 – 20 (3-11) | Zimbábue                                                 | Eden Park, Auckland Público: 4 500 Árbitro: Stephen Hilditch |
| Tries: Paraschiv, Toader, Hodorca Pen: Alexandru (3) |                | Tries: Tsimba (2), Neill Con: Ferreira Pen: Ferreira (2) | Eden Park, Auckland Público: 4 500 Árbitro: Stephen Hilditch |

| 23 de maio                                                  |                |                                        |                                                                   |
| França                                                      | 20 – 20 (6-13) | Escócia                                | Lancaster Park, Christchurch Público: 18 000 Árbitro: Fred Howard |
| Tries: Sella, Berbizier, Blanco Con: Blanco Pen: Blanco (2) |                | Tries: White, Duncan Pen: Hastings (4) | Lancaster Park, Christchurch Público: 18 000 Árbitro: Fred Howard |

| 28 de maio |                 |                  |                                                               |
| França | 55 – 12 (12-12) | Romênia          | Athletic Park, Wellington Público: 7 000 Árbitro: Bob Fordham |
| Tries: Lagisquet (2), Charvet (2), Sella, Andrieu, Camberabero, Erbani, Laporte Con: Laporte (8) Pen: Laporte |                 | Pen: Bezuscu (4) | Athletic Park, Wellington Público: 7 000 Árbitro: Bob Fordham |

| 30 de maio                                                                                       |                |                                                |                                                                  |
| Escócia                                                                                          | 60 – 21 (40-6) | Zimbábue                                       | Athletic Park, Wellington Público: 12 000 Árbitro: David Burnett |
| Tries: Tait (2), Tukalo (2), Duncan (2), Paxton (2), Oliver, Hastings, Jeffrey Con: Hastings (8) |                | Tries: Buitendag Con: Grobler Pen: Grobler (5) | Athletic Park, Wellington Público: 12 000 Árbitro: David Burnett |

| 2 de junho                                                             |                |                                                                                            |                                                               |
| Romênia                                                                | 28 – 55 (7-33) | Escócia                                                                                    | Carisbrook, Dunedin Público: 14 000 Árbitro: Stephen Hilditch |
| Tries: Murariu (2), Toader Con: Alexandru, Ion Pen: Alexandru (3), Ion |                | Tries: Jeffrey (3), Tait (2), Hastings (2), Duncan, Tukalo Con: Hastings (8) Pen: Hastings | Carisbrook, Dunedin Público: 14 000 Árbitro: Stephen Hilditch |

| 2 de junho                                                                                                   |                |                                               |                                                         |
| França | 70 – 12 (22-3) | Zimbábue                                      | Eden Park, Auckland Público: 3 000 Árbitro: Derek Bevan |
| Tries: Modin (3), Camberabero (3), Charvet (2), Rodriguez (2), Durboca, Esteve, Laporte Con: Camberabero (9) |                | Tries: Kaulbach Con: Grobler Pen: Grobler (2) | Eden Park, Auckland Público: 3 000 Árbitro: Derek Bevan |

| Seleção  | Vitórias | Empates | Derrotas | Pontos a favor | Pontos contra | Pontos |
| -------- | -------- | ------- | -------- | -------------- | ------------- | ------ |
| França   | 2        | 1       | 0        | 145            | 44            | 5      |
| Escócia  | 2        | 1       | 0        | 135            | 69            | 5      |
| Romênia  | 1        | 0       | 2        | 61             | 130           | 2      |
| Zimbábue | 0        | 0       | 3        | 53             | 151           | 0      |

## Fase final
|  | Quartas de final                          | Quartas de final                   |                                   |           | Semifinais     | Semifinais     |  |  | Final                                                | Final |
|  |                                           |                                    |                                   |           |                |                |  |  |                                                      |       |
|  | 6 de junho - Lancaster Park, Christchurch |                                    |                                   |           |                |                |  |  |                                                      |       |
|  |                                           |                                    |                                   |           |                |                |  |  |                                                      |       |
|  | Nova Zelândia                             | 30                                 |                                   |           |                |                |  |  |                                                      |       |
|  | Nova Zelândia                             | 30                                 | 14 de junho - Ballymore, Brisbane |           |                |                |  |  |                                                      |       |
|  | Escócia                                   | 3                                  |                                   |           |                |                |  |  |                                                      |       |
|  | Escócia                                   | 3                                  | Nova Zelândia                     | 49        |                |                |  |  |                                                      |       |
|  | 8 de junho - Ballymore, Brisbane          |                                    | Nova Zelândia                     | 49        |                |                |  |  |                                                      |       |
|  |                                           | País de Gales                      | 6                                 |           |                |                |  |  |                                                      |       |
|  | País de Gales                             | País de Gales                      | 6                                 | 16        |                |                |  |  |                                                      |       |
|  | País de Gales                             |                                    | 20 de junho - Eden Park, Auckland | 16        |                |                |  |  |                                                      |       |
|  | Inglaterra                                | 3                                  |                                   |           |                |                |  |  |                                                      |       |
|  | Inglaterra                                | 3                                  | Nova Zelândia                     | 29        |                |                |  |  |                                                      |       |
|  | 7 de junho - Eden Park, Auckland          |                                    | Nova Zelândia                     | 29        |                |                |  |  |                                                      |       |
|  |                                           | França                             | 9                                 |           |                |                |  |  |                                                      |       |
|  | França                                    | França                             | 9                                 | 31        |                |                |  |  |                                                      |       |
|  | França                                    | 13 de junho - Concord Oval, Sydney |                                   | 31        |                |                |  |  |                                                      |       |
|  | Fiji                                      | 16                                 |                                   |           |                |                |  |  |                                                      |       |
|  | Fiji                                      | 16                                 | França                            | 30        | Terceiro lugar | Terceiro lugar |  |  |                                                      |       |
|  | 7 de junho - Concord Oval, Sydney         |                                    | França                            | 30        | Terceiro lugar | Terceiro lugar |  |  |                                                      |       |
|  |                                           | Austrália                          | 24                                |           |                |                |  |  |                                                      |       |
|  | Austrália                                 | Austrália                          | 24                                | 33        | País de Gales  | 22             |  |  |                                                      |       |
|  | Austrália                                 |                                    |                                   | 33        | País de Gales  | 22             |  |  |                                                      |       |
|  | Irlanda                                   | 15                                 |                                   | Austrália | 21             |                |  |  |                                                      |       |
|  | Irlanda                                   | 15                                 |                                   |           | 21             |                |  |  |                                                      |       |
|  |                                           |                                    |                                   |           |                |                |  |  | 18 de junho - Rotorua International Stadium, Rotorua |       |
|  |                                           |                                    |                                   |           |                |                |  |  |                                                      |       |

### Quartas de final
| 6 de junho                                          |              |               |                                                                     |
| Nova Zelândia                                       | 30 – 3 (9-3) | Escócia       | Lancaster Park, Christchurch Público: 30 000 Árbitro: David Burnett |
| Tries: Whetton, Gallagher Con: Fox (2) Pen: Fox (6) |              | Pen: Hastings | Lancaster Park, Christchurch Público: 30 000 Árbitro: David Burnett |

| 7 de junho                                                        |                |                                                        |                                                              |
| Austrália                                                         | 33 – 15 (24-0) | Irlanda                                                | Concord Oval, Sydney Público: 14 356 Árbitro: Brian Anderson |
| Tries: Burke (2), McIntyre, Smith Con: Lynagh (4) Pen: Lynagh (3) |                | Tries: MacNeill, Kiernan Con: Kiernan (2) Pen: Kiernan | Concord Oval, Sydney Público: 14 356 Árbitro: Brian Anderson |

| 7 de junho                                            |                |                                                                                          |                                                            |
| Fiji                                                  | 16 – 31 (7-16) | França                                                                                   | Eden Park, Auckland Público: 17 000 Árbitro: Clive Norling |
| Tries: Qoro, Damu Con: Koroduadua Pen: Koroduadua (2) |                | Tries: Rodriguez (2), Lorieux, Lagisquet Con: Laporte (3) Pen: Laporte (2) Drop: Laporte | Eden Park, Auckland Público: 17 000 Árbitro: Clive Norling |

| 8 de junho |              |                                                   |                                                            |
| Inglaterra | 3 – 16 (0-6) | País de Gales                                     | Ballymore, Brisbane Público: 15 000 Árbitro: Rene Hourquet |
| Pen: Webb  |              | Tries: Roberts, Jones, Devereux Con: Thorburn (2) | Ballymore, Brisbane Público: 15 000 Árbitro: Rene Hourquet |

### Semifinais
| 13 de junho                                                        |               |                                                                                    |                                                              |
| Austrália                                                          | 24 – 30 (9-6) | França                                                                             | Concord Oval, Sydney Público: 17,768 Árbitro: Brian Anderson |
| Tries: Campese, Codey Con: Lynagh (2) Pen: Lynagh (3) Drop: Lynagh |               | Tries: Lorieux, Sella, Lagisquet, Blanco Con: Camberabero (4) Pen: Camberabero (2) | Concord Oval, Sydney Público: 17,768 Árbitro: Brian Anderson |

| 14 de junho                                                                                   |               |                               |                                                               |
| Nova Zelândia                                                                                 | 49 – 6 (27-0) | País de Gales                 | Ballymore, Brisbane Público: 22,576 Árbitro: Kerry Fitzgerald |
| Tries: Kirwan (2), Shelford (2), Drake, Whetton, Stanley, Brooke-Cowden Con: Fox (7) Pen: Fox |               | Tries: Devereux Con: Thorburn | Ballymore, Brisbane Público: 22,576 Árbitro: Kerry Fitzgerald |

### Terceiro lugar
| 18 de junho                                                                            |               | |                                                                             |
| Austrália                                                                              | 21–22 (15-13) | País de Gales                                                                                      | Rotorua International Stadium, Rotorua Público: 29 000 Árbitro: Fred Howard |
| Tries: Burke, Peter Grigg Cons: Lynagh (2) Pens:Michael Lynagh (2) Drop:Michael Lynagh |               | Tries: Gareth Roberts, Paul Moriarty, Adrian Hadley Cons: Paul Thorburn (2) Pens:Paul Thorburn (2) | Rotorua International Stadium, Rotorua Público: 29 000 Árbitro: Fred Howard |

### Final
| 20 de junho                                                                                        |            |                                                                           |                                                               |
| Nova Zelândia                                                                                      | 29–9 (9-0) | França                                                                    | Eden Park, Auckland Público: 48 035 Árbitro: Kerry Fitzgerald |
| Tries: Michael Jones, David Kirk, John Kirwan Cons: Grant Fox Pens: Grant Fox (4) Drops: Grant Fox |            | Tries: Pierre Berbizier Cons: Didier Camberabero Pens: Didier Camberabero | Eden Park, Auckland Público: 48 035 Árbitro: Kerry Fitzgerald |

## Campeã
| Copa do Mundo de Rugby Union de 1987 |
| ------------------------------------ |
| Nova Zelândia (1º título)            |

## Seleções

### Grupo 1
Predefinição:Seleção Estadunidense de Rugby de 1987

## Estatísticas

### Times
- Maior número de pontos:  Nova Zelândia (298)
- Maior número de Tries:  Nova Zelândia (43)
- Maior número de conversões:  Nova Zelândia (30)
- Maior número de penalidades:  Nova Zelândia (21)
- Maior número de Drop Goals:  País de Gales (3)
- Maior número de cartões amarelos: nenhum
- Maior número de cartões vermelhos:  Austrália e  País de Gales (1)

### Jogadores
- Maior número de pontos:  Grant Fox (126)
- Maior número de Tries:  Graig Green,  John Kirwan (6)
- Maior número de conversões:  Grant Fox (30)
- Maior número de penalidades:  Grant Fox (21)
- Maior número de Drop Goals:  Jonathan Davies (3)
- Maior número de cartões amarelos: nenhum
- Maior número de cartões vermelhos:  Huw Richards,  David Codey (1)